# Cena BAFTA za nejlepší ženský herecký výkon v hlavní roli

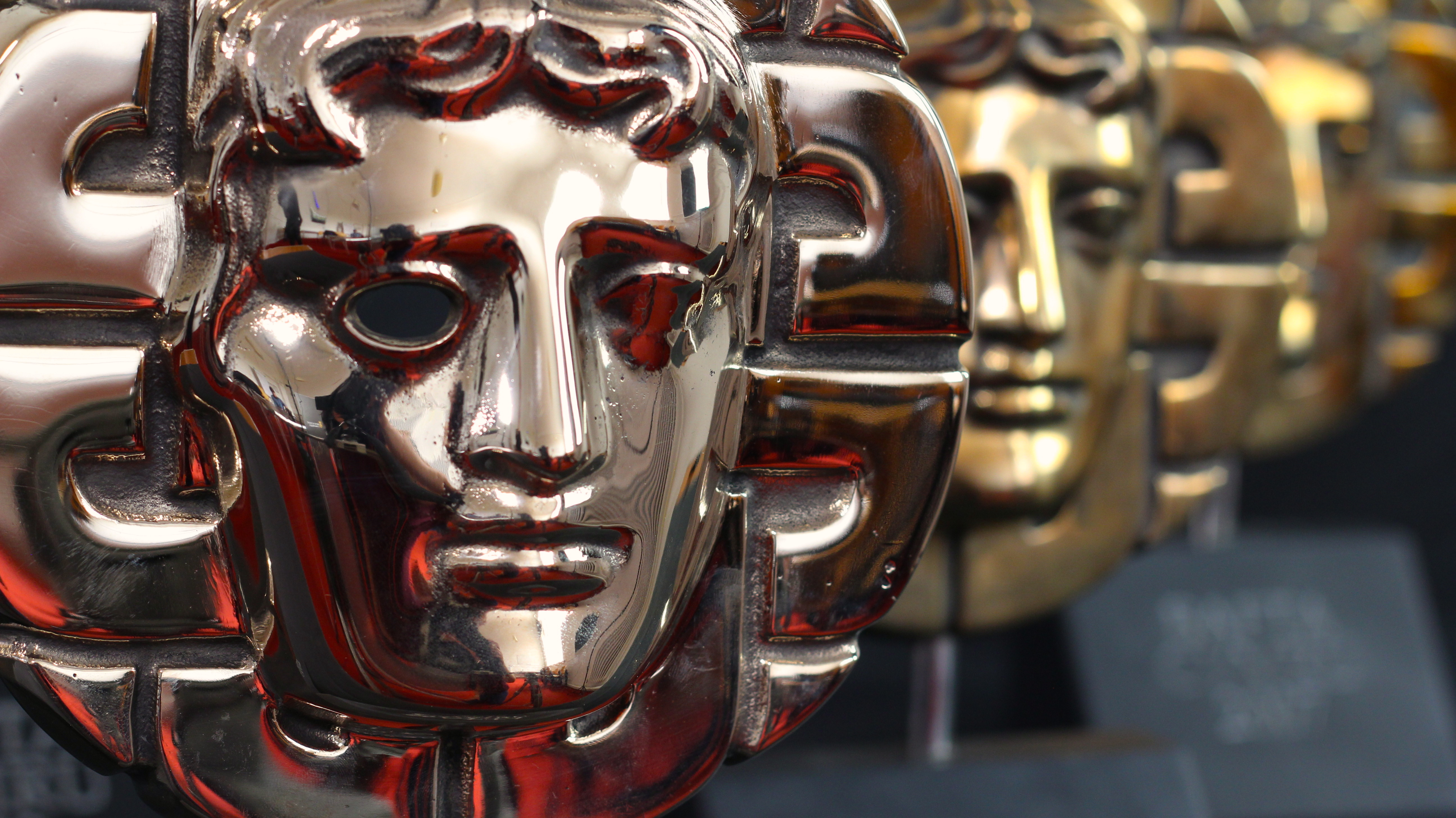
Trofej BAFTA.

Filmová cena Britské akademie (angl. British Academy Film Award) za nejlepší ženský herecký výkon v hlavní roli je filmová cena za nejlepší ženský herecký počin v hlavní roli udělovaná každý rok Britskou akademií filmového a televizního umění.

## Vítězové

### Nejlepší herečka v britském filmu (1952–1967) – Padesátá léta
| Rok  | Herečka             | Za výkon ve snímku                                          |
| ---- | ------------------- | ----------------------------------------------------------- |
| 1952 | Vivien Leighová     | Tramvaj do stanice Touha (A Streetcar Named Desire)         |
| 1953 | Audrey Hepburnová   | Prázdniny v Římě (Roman Holiday)                            |
| 1954 | Yvonne Mitchellová  | The Divided Heart (The Divided Heart)                       |
| 1955 | Katie Johnsonová    | Pět lupičů a stará dáma (The Ladykillers)                   |
| 1956 | Virginia McKennaová | Město jako Alice (A Town Like Alice)                        |
| 1957 | Heather Searsová    | The Story of Esther Costello (The Story of Esther Costello) |
| 1958 | Irene Worthová      | Orders to Kill (Orders to Kill)                             |
| 1959 | Audrey Hepburnová   | Příběh jeptišky (The Nun's Story)                           |

### Šedesátá léta
| Rok  | Herečka             | Za výkon ve snímku                                                |
| ---- | ------------------- | ----------------------------------------------------------------- |
| 1960 | Rachel Robertsová   | V sobotu večer, v neděli ráno (Saturday Night and Sunday Morning) |
| 1961 | Dora Bryanová       | Kapka medu (A Taste of Honey)                                     |
| 1962 | Leslie Caronová     | Pokoj ve tvaru L (The L-Shaped Room)                              |
| 1963 | Rachel Robertsová   | Ten sportovní život (This Sporting Life)                          |
| 1964 | Audrey Hepburnová   | Šaráda (Charade)                                                  |
| 1965 | Julie Christie      | Drahoušek (Darling)                                               |
| 1966 | Elizabeth Taylorová | Kdo se bojí Virginie Woolfové? (Who's Afraid of Virginia Woolf)   |
| 1967 | Edith Evansová      | The Whisperers (The Whisperers)                                   |

### Nejlepší herečka v zahraničním filmu (1952–1967) – Padesátá léta
| Rok  | Herečka            | Za výkon ve snímku                    |
| ---- | ------------------ | ------------------------------------- |
| 1952 | Simone Signoretová | Golden Helmet (Golden Helmet)         |
| 1953 | Leslie Caronová    | Lili (Lili)                           |
| 1954 | Cornell Borchers   | The Divided Heart (The Divided Heart) |
| 1955 | Betsy Blair        | Marty (Marty)                         |
| 1956 | Anna Magnani       | The Rose Tattoo (The Rose Tattoo)     |
| 1957 | Simone Signoretová | Čarodějky ze Salemu (The Crucible)    |
| 1958 | Simone Signoretová | Místo nahoře (Room at the Top)        |
| 1959 | Shirley MacLaine   | Ask Any Girl (Ask Any Girl)           |

### Šedesátá léta
| Rok  | Herečka          | Za výkon ve snímku                    |
| ---- | ---------------- | ------------------------------------- |
| 1960 | Shirley MacLaine | Byt (The Apartment)                   |
| 1961 | Sophia Lorenová  | Horalka (Two Women)                   |
| 1962 | Anne Bancroftová | Divotvůrkyně (The Miracle Worker)     |
| 1963 | Patricia Nealová | Hud (Hud)                             |
| 1964 | Anne Bancroftová | The Pumpkin Eater (The Pumpkin Eater) |
| 1965 | Patricia Nealová | Po zlém (In Harm's Way)               |
| 1966 | Jeanne Moreau    | Viva Maria! (Viva Maria!)             |
| 1967 | Anouk Aimée      | Muž a žena (A Man and a Woman)        |

#### Spojení cen
| Rok  | Herečka              | Za výkon ve snímku                                                                          |
| ---- | -------------------- | ------------------------------------------------------------------------------------------- |
| 1968 | Katharine Hepburnová | Lev v zimě, Hádej, kdo přijde na večeři (The Lion in Winter & Guess Who's Coming to Dinner) |
| 1969 | Maggie Smithová      | Nejlepší léta slečny Jean Brodieové (The Prime of Miss Jean Brodie)                         |

### Sedmdesátá léta
| Rok  | Herečka            | Za výkon ve snímku                                                                                           |
| ---- | ------------------ | --- |
| 1970 | Katharine Rossová  | Butch Cassidy a Sundance Kid, Willie Boy (Butch Cassidy and the Sundance Kid & Tell Them Willie Boy Is Here) |
| 1971 | Glenda Jacksonová  | Mizerná neděle (Sunday Bloody Sunday)                                                                        |
| 1972 | Liza Minnelliová   | Kabaret (Cabaret)                                                                                            |
| 1973 | Stéphane Audranová | Těsně před nocí, Nenápadný půvab buržoazie (Just Before Nightfall & The Discreet Charm of the Bourgeoisie)   |
| 1974 | Joanne Woodwardová | Letní naděje, zimní vzpomínky (Summer Wishes, Winter Dreams)                                                 |
| 1975 | Ellen Burstynová   | Alice už tu nebydlí (Alice Doesn't Live Here Anymore)                                                        |
| 1976 | Louise Fletcherová | Přelet nad kukaččím hnízdem (One Flew Over the Cuckoo's Nest)                                                |
| 1977 | Diane Keatonová    | Annie Hallová (Annie Hall)                                                                                   |
| 1978 | Jane Fondová       | Julia (Julia)                                                                                                |
| 1979 | Jane Fondová       | Čínský syndrom (The China Syndrome)                                                                          |

### Osmdesátá léta
| Rok  | Herečka              | Za výkon ve snímku                                                        |
| ---- | -------------------- | ------------------------------------------------------------------------- |
| 1980 | Judy Davisová        | Moje skvělá kariéra (My Brilliant Career)                                 |
| 1981 | Meryl Streepová      | Francouzova milenka (The French Lieutenant's Woman)                       |
| 1982 | Katharine Hepburnová | Na Zlatém jezeře (On Golden Pond)                                         |
| 1983 | Julie Waltersová     | Rita (Educating Rita)                                                     |
| 1984 | Maggie Smithová      | Soukromá slavnost (A Private Function)                                    |
| 1985 | Peggy Ashcroftová    | Cesta do Indie (A Passage to India)                                       |
| 1986 | Maggie Smithová      | Pokoj s vyhlídkou (A Room with a View)                                    |
| 1987 | Anne Bancroftová     | Charing Cross Road č. 84 (84 Charing Cross Road)                          |
| 1988 | Maggie Smithová      | The Lonely Passion of Judith Hearne (The Lonely Passion of Judith Hearne) |
| 1989 | Pauline Collinsová   | Shirley Valentinová (Shirley Valentine)                                   |

### Devadesátá léta
| Rok  | Herečka           | Za výkon ve snímku                         |
| ---- | ----------------- | ------------------------------------------ |
| 1990 | Jessica Tandy     | Řidič slečny Daisy (Driving Miss Daisy)    |
| 1991 | Jodie Fosterová   | Mlčení jehňátek (The Silence of the Lambs) |
| 1992 | Emma Thompsonová  | Rodinné sídlo (Howards End)                |
| 1993 | Holly Hunter      | Piano (The Piano)                          |
| 1994 | Susan Sarandonová | Nebezpečný klient (The Client)             |
| 1995 | Emma Thompsonová  | Rozum a cit (Sense and Sensibility)        |
| 1996 | Brenda Blethynová | Tajnosti a lži (Secrets And Lies)          |
| 1997 | Judi Denchová     | Paní Brownová (Mrs. Brown)                 |
| 1998 | Cate Blanchettová | Královna Alžběta (Queen Elizabeth)         |
| 1999 | Annette Beningová | Americká krása (American Beauty)           |

### První desetiletí 21. století
| Rok  | Herečka               | Za výkon ve snímku                        |
| ---- | --------------------- | ----------------------------------------- |
| 2000 | Julia Robertsová      | Erin Brockovich (Erin Brockovich)         |
| 2001 | Judi Denchová         | Iris (Iris)                               |
| 2002 | Nicole Kidmanová      | Hodiny (The Hours)                        |
| 2003 | Scarlett Johanssonová | Ztraceno v překladu (Lost in Translation) |
| 2004 | Imelda Stauntonová    | Žena dvou tváří (Vera Drake)              |
| 2005 | Reese Witherspoonová  | Walk the Line (Walk the Line)             |
| 2006 | Helen Mirrenová       | Královna (The Queen)                      |
| 2007 | Marion Cotillard      | Edith Piaf (La Vie en Rose)               |
| 2008 | Kate Winsletová       | Předčítač (The Reader)                    |
| 2009 | Carey Mulliganová     | Škola života (An Education)               |

### Druhé desetiletí 21. století
| Rok  | Herečka              | Za výkon ve snímku                                                            |
| ---- | -------------------- | ----------------------------------------------------------------------------- |
| 2010 | Natalie Portmanová   | Černá labuť (Black Swan)                                                      |
| 2011 | Meryl Streepová      | Železná lady (The Iron Lady)                                                  |
| 2012 | Emmanuelle Riva      | Láska (Amour)                                                                 |
| 2013 | Cate Blanchettová    | Jasmíniny slzy (Blue Jasmine)                                                 |
| 2014 | Julianne Moore       | Pořád jsem to já (Still Alice)                                                |
| 2015 | Brie Larson          | Room (Room)                                                                   |
| 2016 | Emma Stoneová        | La La Land (La La Land)                                                       |
| 2017 | Frances McDormandová | Tři billboardy kousek za Ebbingem (Three Billboards Outside Ebbing, Missouri) |
| 2018 | Olivia Colmanová     | Favoritka (The Favourite)                                                     |
| 2019 | Renée Zellweger      | Judy (Judy)                                                                   |

### Třetí desetiletí 21. století
| Rok  | Herečka              | Za výkon ve snímku        |
| ---- | -------------------- | ------------------------- |
| 2020 | Frances McDormandová | Země nomádů (Nomadland)   |
| 2021 | Joanna Scanlan       | Epilog lásky (After Love) |
| 2022 | Cate Blanchettová    | Tár (Tár)                 |
| 2023 | Emma Stoneová        | Chudáčci (Poor Things)    |
| 2024 | Mikey Madison        | Anora (Anora)             |